# Марк Бебий Тамфил
Марк Бе́бий Тамфи́л (лат. Marcus Baebius Tamphylus; умер после 180 года до н. э.) — римский военачальник и политический деятель из плебейского рода Бебиев, консул 181 года до н. э. Участвовал в Антиоховой войне.

## Происхождение
Марк Бебий принадлежал к незнатному плебейскому роду, возвысившемуся в конце III века до н. э. Согласно Капитолийским фастам, отец и дед Марка Бебия носили преномены Квинт и Гней соответственно. Квинт Бебий упоминается в источниках как один из послов, в 219 году до н. э. потребовавших от Ганнибала прекратить осаду Сагунта, а позже объявивших войну Карфагену.
У Марка Бебия был старший брат Гней Бебий, консул 182 года до н. э.

## Биография
Марк Бебий начал свою политическую карьеру как один из триумвиров, занимавшихся организацией римской колонии в Сипунте в 194 году до н. э. Предположительно в том же году он занимал должность народного трибуна.
В 192 году до н. э. Марк Бебий стал претором. Сначала он получил в качестве провинции Ближнюю Испанию, но позже из-за угрозы войны с Антиохом сенат направил Тамфила в Бруттий и дал ему для защиты этого региона два римских легиона и 15500 союзников. Затем Марк Бебий в соответствии с приказами, полученными из Рима, перевёл своё войско в район Тарента и Брундизия и, наконец, переправил его в Эпир, встав лагерем у Аполлонии. Полномочия Тамфила были продлены на следующий год.
Весной Марк Бебий совместно с царём Македонии Филиппом V, который в Антиоховой войне был на стороне Рима, вторгся в Фессалию. Здесь союзники взяли ряд городов, поддерживавших Антиоха. Затем на Балканы прибыл консул Маний Ацилий Глабрион, к которому перешло верховное командование. Тамфил принял участие в осаде Гераклеи, где он командовал частью римской армии.
В 185 году до н. э. Марк Бебий стал одним из трёх послов, направленных сенатом в Грецию для рассмотрения жалоб ряда местных общин на Филиппа V. Послы рассмотрели дело на собрании в Темпейской долине и постановили, что Филипп обязан вывести свои войска из всех городов, захваченных им в последние годы. Затем послы отправились в Фессалонику, чтобы решить проблему двух фракийских городов, Эноса и Маронеи, тоже занятых Филиппом. На эти города претендовал царь Пергама Эвмен II, но римляне вынесли неопределённое решение: Энос и Маронея должны были отойти Пергаму, если так постановили десять легатов в 188 году до н. э. Если же такого постановления не было, то они должны достаться Филиппу по праву завоевания. А пока дело остаётся неясным, македонские гарнизоны должны быть выведены. Решения послов, по данным Тита Ливия, жестоко оскорбили Филиппа и сделали неизбежной Третью Македонскую войну.
В 181 году до н. э. Тамфил занимал должность консула; его коллегой из числа патрициев стал Публий Корнелий Цетег. Эти магистраты по решению сената представили народному собранию первый в истории Римской республики закон о предвыборных злоупотреблениях (de ambitu). Провинцией для обоих консулов стала Лигурия; их полномочия в этом регионе были продлены и на следующий год. Цетег и Тамфил смогли принудить к подчинению местное племя апуанов и переселили его в Самний, где оно стало называться лигуры-корнелианы и лигуры-бебианы. По возвращении в Рим консулы получили триумф и в результате стали первыми римскими полководцами, удостоенными этой почести не за военную победу.